# Eloyella cundinamarcae
Eloyella cundinamarcae là một loài thực vật có hoa trong họ Lan. Loài này được (P.Ortiz) P.Ortiz mô tả khoa học đầu tiên năm 1979.